# Pecsora (település)
Pecsora (oroszul: Печора) város Oroszországban, Komiföldön, az azonos nevű önkormányzati járás székhelye. 
Lakossága: 43 105 fő (a 2010. évi népszámláláskor).

## Fekvése
Komiföld északkeleti részén, Sziktivkartól 558 km-re, a Pecsora folyó jobb partján fekszik. Az észak felé tartó folyó itt egy kis kanyart tesz nyugat felé. A város az északi part magas teraszára épült. Folyami kikötő, vasútállomás; a délnyugat–északkeleti irányú Kotlasz–Vorkuta vasúti fővonal itt keresztezi a folyót. A környék sík, nyaranta mocsaras vidék.
Éghajlata mérsékelten kontinentális, zord téllel és mérsékelten meleg nyárral. A januári középhőmérséklet –18,4 °C, a júliusi 16,1 °C. Az eddig mért legalacsonyabb hőmérséklet –56,0 °C (1946. február), a legmagasabb 34,9 °C (2002. július). A csapadék évi mennyisége 625 mm.  Ezen a szélességi fokon a „fehér éjszakák” időszaka május 12-étől július 30-áig tart.

## Története
A várost, a kikötőt, a vasútvonalat egyaránt a Gulag foglyai építették. Ők készítették az első barakkokat is, melyekből a város kinőtt. 1940. május 14-én létrehozták az észak-pecsorai vasúti lágerrendszert (egyik rövidített elnevezése Pecsorlag), melynek központja kezdetben a sarkkörön lévő Abezben, 1947. júniustól Pecsora településen működött. Feladatai közé tartozott a vasútvonal Uszty-Kozsvától (vagyis a folyó bal partjától) Vorkutáig vezető szakaszának, a létrehozandó folyami kikötő és hajójavító műhely, továbbá erőmű, raktárak, lakótelepek és más létesítmények megépítése.
Pecsora várost két különálló településből hozták létre. Az egyik a vasútállomás építőinek települése volt, ekkor még az épülő vasútállomást nevezték – a folyó után – Pecsorának. 1940 végére befejeződött a Kotlasztól a Pecsoráig terjedő 728 km hosszú vasúti pálya fektetése. 1941 végére üzembe helyezték a vasútállomás járműtelepét (mozdony depót). 1942. júniusban átadták a forgalomnak a Pecsora folyó állandó vasúti hídját (előtte az ideiglenes fahidat használták).
A másik település a Kanyin Nosz partszakaszon, az 1940-ben építeni kezdett ideiglenes kikötő mellett alakult ki. Az elkészült létesítményt Pecsora folyami kikötő néven 1942. március elején jegyezték be. Pecsora várost a két település egyesítését kimondó 1949. január 18-ai rendelettel alapították meg. (Ugyanakkor a Kozsvai járás székhelyének, tíz évvel később a Pecsorai járás székhelyének nyilvánították.) 

## Népesség
- 1959-ben 30 586 lakosa volt.
- 1979-ben 56 361 lakosa volt.
- 1989-ben 64 746 lakosa volt.
- 2002-ben 48 700 lakosa volt.
- 2010-ben 43 105 lakosa volt, melynek 77,1%-a orosz, 11,3%-a komi, 5,4%-a ukrán és 1,5%-a fehérorosz.

## Gazdaság
Az ipar vezető ágazata az energetika, azon belül a villamosenergia-termelés. A várostól 3,5 km-re, a folyóhoz közel létesített Pecsorai Hőerőmű építése 1974-ben kezdődött, első blokkját 1979-ben helyezték üzembe. Napjainkig öt blokk készült, 1060 MW összteljesítménnyel. Az erőmű alapvető jelentőségű nem csak a város, hanem a köztársaság északi és középső területeinek villamosenergia-ellátása szempontjából. Jelentős építőipari vállalat a város 1979 óta működő vasbetonelem gyára.
Pecsora fontos szállítási csomópont. Itt van a folyó egyik legnagyobb teherkikötője és Pecsora-medence legnagyobb hajózási társasága. A vasúton érkező szállítmányok egy részét, köztük a szenet hajóra rakják és a távoli kisebb településekre szállítják, a vízi úton érkező faanyagot pedig vasúton továbbítják a központi körzetekbe. A Nyenyec Autonóm Körzet ellátására és építkezéseire szánt árukat is hajón szállítják tovább a Pecsora-menti Narjan-Marba. 
Az 1950-es, 1960-as években a lakóépületeket még többnyire fából építették, később 4-5 emeletes téglaépítésű házak vagy panel lakótömbök épültek.
A két településből létrehozott városban máig sem alakult ki egységes városszerkezet. A vasút melletti és a folyó menti városrészek összeépülésének akadálya a kettő között alacsonyan fekvő, nyáron mocsárrá váló terület, melyet árvíz idején a folyó elönt.